# Raheem Sterling
Raheem Shaquille Sterling MBE (sinh ngày 8 tháng 12 năm 1994) là một cầu thủ bóng đá chuyên nghiệp người Anh hiện đang thi đấu ở vị trí tiền đạo cánh cho câu lạc bộ tại Premier League là Chelsea.
Sinh ra ở Jamaica với cha mẹ đều là người Jamaica, Sterling chuyển đến London khi mới 5 tuổi. Anh bắt đầu sự nghiệp bóng đá tại Queens Park Rangers trước khi ký hợp đồng với Liverpool vào năm 2010. Anh được trao giải Golden Boy năm 2014. Tháng 7 năm 2015, sau một cuộc tranh chấp kéo dài về hợp đồng mới, anh gia nhập Manchester City với bản hợp đồng 49 triệu bảng. Anh tiếp tục giúp Manchester City liên tiếp giành chức vô địch Premier League trong các mùa giải 2017–18 và 2018–19. Ở mùa giải 2018–19, anh có tên trong PFA Team of the Year và giành được giải Cầu thủ trẻ xuất sắc nhất năm của PFA và Cầu thủ xuất sắc nhất năm của FWA.
Sterling ra mắt đội tuyển Anh vào tháng 11 năm 2012, sau khi khoác áo đội tuyển ở các cấp độ U-16, U-17, U-19 và U-21 trước đó. Anh từng cùng đội tuyển Anh tham dự các giải đấu bao gồm FIFA World Cup 2014, FIFA World Cup 2018,FIFA World Cup 2022, UEFA Euro 2016 và UEFA Euro 2020.

## Đầu đời
Sterling sinh ra trong một gia đình theo đạo Cơ đốc ở Kingston, Jamaica và đã trải qua những năm đầu đời ở đó. Mẹ của anh là Nadine Clarke, một vận động viên thi đấu cho đội tuyển điền kinh quốc gia Jamaica. Cha của anh bị sát hại khi Sterling mới hai tuổi. Năm 5 tuổi, anh cùng mẹ chuyển đến Neasden, Luân Đôn và theo học trường Copland ở Wembley, tây bắc Luân Đôn. Do các vấn đề về hành vi, Sterling đã học ba năm tại Vernon House, một trường chuyên ở Neasden.

## Sự nghiệp câu lạc bộ

### Sự nghiệp ban đầu
Sterling từng có 4 năm tập luyện cho đội trẻ Alpha & Omega trước khi gia nhập Queens Park Rangers khi mới 10 tuổi, với tư cách là tiền đạo cánh. Sterling sau đó được các học viện Arsenal, Chelsea, Fulham, Liverpool và Manchester City săn đón. Tuy nhiên, anh được mẹ khuyến khích không chọn câu lạc bộ để thoát khỏi văn hóa băng đảng ở London.

### Liverpool

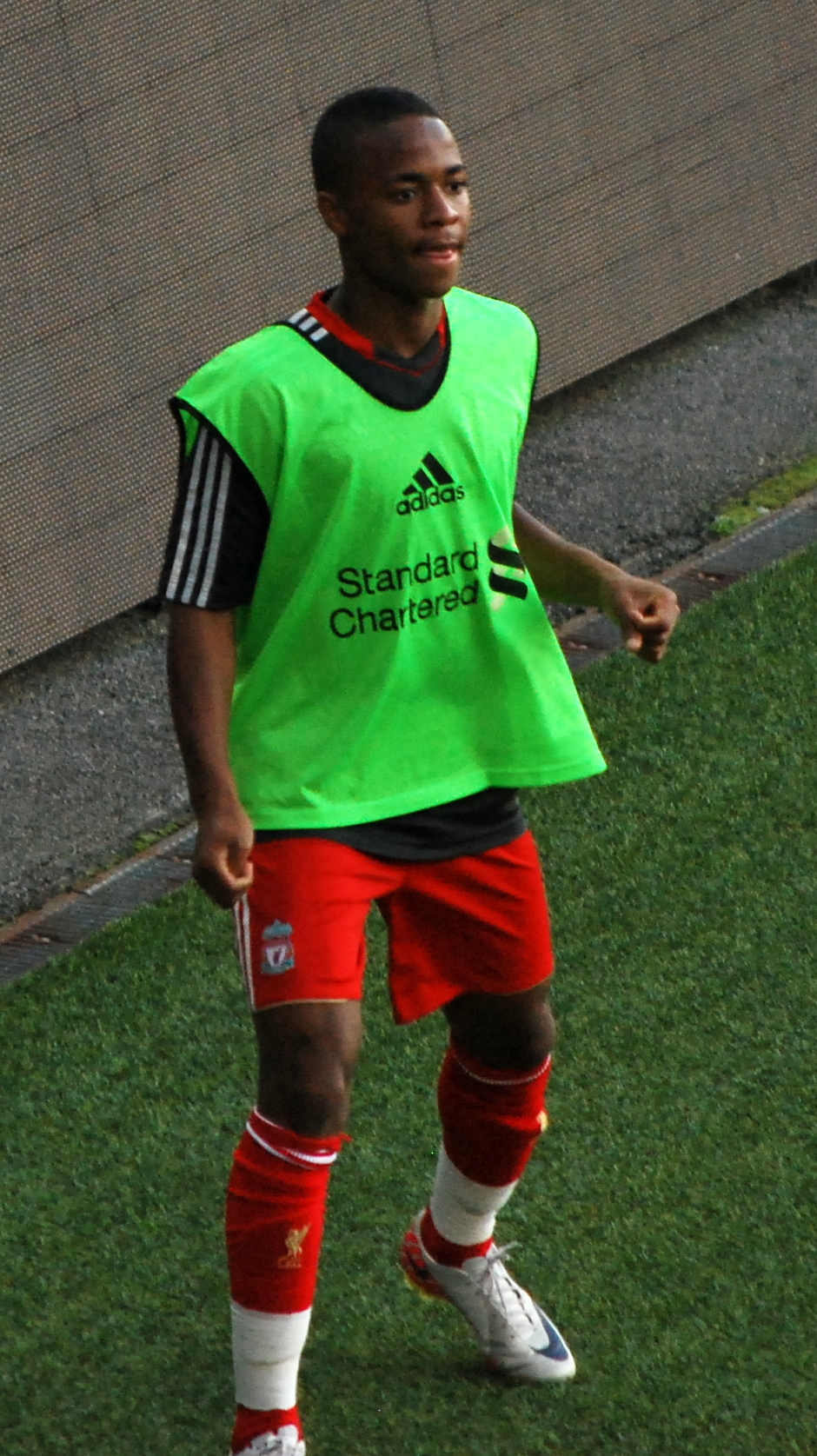
Sterling khởi động cho Liverpool năm 2011

Sterling đã gia nhập đội bóng Liverpool từ học viện Queens Park Rangers vào tháng 2 năm 2010, với mức phí ban đầu là 450.000 bảng, với khả năng tăng lên 2 bảng triệu bảng tùy thuộc vào số lần ra sân của cầu thủ này cho đội một.
Anh đã có trận ra mắt đội trẻ Liverpool trong trận gặp U18 Everton. Sterling đã có bàn thắng đầu tiên cho Liverpool trong trận giao hữu gặp Hibernian, trận đấu này kết thúc với tỷ số hòa 2–2. Trận mở màn Premier Academy League của anh là trận hòa 2–2 trước Aston Villa, anh đã có chiến thắng đầu tiên một tuần sau, trong trận gặp Bristol City trên sân nhà. Ngày 15 tháng 12, anh ghi bàn ở FA Youth Cup trong chiến thắng 4–0 trước Notts County. Ngày 14 tháng 2 năm 2011, Sterling ghi 5 bàn trong chiến thắng 9–0 trước Southend United.
Ngày 24 tháng 3 năm 2012, Sterling có trận ra mắt đội một Liverpool với tư cách là cầu thủ dự bị trong trận đấu gặp Wigan Athletic tại Premier League, khi 17 tuổi 107 ngày, trở thành cầu thủ trẻ thứ ba chơi cho câu lạc bộ. Anh đã có hai lần ra sân trong phần còn lại của mùa giải, một lần nữa với tư cách là cầu thủ thay thế.

#### 2012–14: Phát triển và đột phá
Tháng 8 năm 2012, anh có trận ra mắt ở giải đấu châu Âu, vào sân thay cho Joe Cole trong chiến thắng 1–0 trên sân khách trước Gomel ở vòng loại UEFA Europa League. Tuần tiếp theo, Sterling ghi bàn thắng đầu tiên cho đội một Liverpool với pha lập công ở hiệp một trong trận giao hữu gặp đối thủ Bayer Leverkusen. Ngày 23 tháng 8 năm 2012, anh đá chính trận đầu tiên của Liverpool, trong trận gặp Heart of Midlothian ở vòng loại Europa League, chiến thắng 1–0. Ba ngày sau, anh có ra sân lần đầu tiên ở Premier League, trong trận hòa 2–2 tại Anfield trước Manchester City. Anh đã thi đấu trọn vẹn 90 phút trong trận thua trước Arsenal vào ngày 2 tháng 9 và trận hòa trước Sunderland vào ngày 15 tháng 9, nơi anh đã thực hiện một pha kiến tạo và được vinh danh là cầu thủ xuất sắc nhất trận. Ngày 19 tháng 9, Sterling được chọn để thi đấu gặp Young Boys ở vòng bảng UEFA Europa League, vào sân thay cho Stewart Downing trong hiệp hai khi Liverpool thắng 5–3. Ngày 20 tháng 10, Sterling ghi bàn thắng đầu tiên cho Liverpool ở phút thứ 29, bằng một pha lập công từ rìa vòng cấm ẩn định chiến thắng 1–0 trước Reading. Nhờ đó, anh trở thành cầu thủ trẻ thứ hai ghi bàn trong một trận đấu chính thức của Liverpool, chỉ sau Michael Owen.
Ngày 21 tháng 12 năm 2012, Sterling ký gia hạn hợp đồng, cam kết tương lai với Liverpool. Anh đã ghi bàn thắng thứ hai cho đội bóng này vào ngày 2 tháng 1 năm 2013, bằng một cú lốp bóng qua đầu thủ môn Simon Mignolet trong chiến thắng 3–0 trước Sunderland.

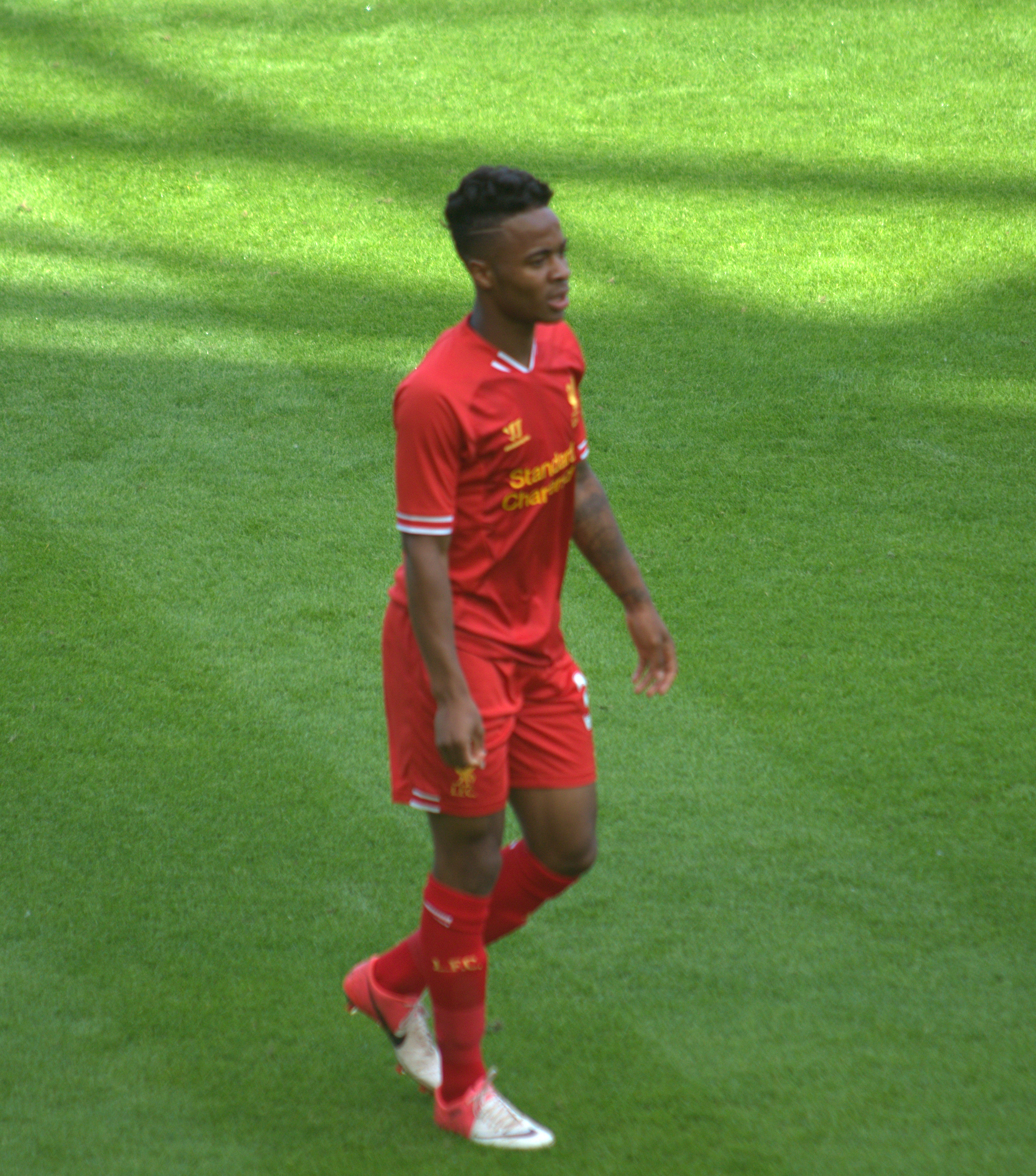
Sterling thi đấu cho Liverpool năm 2013

Ngày 27 tháng 8 năm 2013, Sterling ghi bàn thắng đầu tiên ở mùa giải 2013–14, trong chiến thắng 4–2 trước Notts County tại Cúp EFL. Ngày 4 tháng 12, Sterling ghi bàn thắng đầu tiên cho Liverpool ở mùa giải trong chiến thắng 5–1 trước Norwich City. Phong độ của anh trong tháng 12, giúp ghi thêm hai bàn trong các trận thắng trước Tottenham Hotspur (5–0) và Cardiff City (3–1). Ngày 8 tháng 2 năm 2014, anh ghi hai bàn trong chiến thắng 5–1 trên sân nhà trước Arsenal. Ngày 13 tháng 4, anh ghi bàn mở tỷ số cho đội bóng trong chiến thắng 3–2 trước Manchester City. Một tuần sau, anh ghi hai bàn và kiến tạo một bàn khác giúp Liverpool giành chiến thắng 3–2 trước Norwich City tại Carrow Road.
Ngày 18 tháng 4 năm 2014, Sterling có nằm trong danh sách rút gọn sáu cầu thủ cho giải thưởng Cầu thủ trẻ xuất sắc nhất năm của PFA. Anh được vinh danh là Cầu thủ xuất sắc nhất tháng của Liverpool vào tháng 4. Cuối mùa giải, anh được vinh danh là Cầu thủ trẻ xuất sắc nhất năm của Liverpool.

#### 2014–15: Mùa giải cuối cùng ở Liverpool
Ngày 17 tháng 8 năm 2014, Sterling đã ghi bàn giúp Liverpool ẩn định chiến thắng 2–1 trên sân nhà trước Southampton trong trận mở màn mùa giải 2014–15. Ngày 31 tháng 8, anh ghi bàn mở tỷ số trong chiến thắng 3–0 trước Tottenham tại White Hart Lane và được vinh danh là cầu thủ xuất sắc nhất trận. Anh được vinh danh là Cầu thủ xuất sắc nhất tháng của Liverpool vào tháng 8.
Ngày 16 tháng 9, Sterling có trận ra mắt ở UEFA Champions League, trong chiến thắng 2–1 trước Ludogorets Razgrad tại Anfield. Ngày 14 tháng 12, anh có lần ra sân thứ 100 cho Liverpool trong trận đấu gặp Manchester United tại Old Trafford. Ngày 17 tháng 12, Sterling lập một cú đúp trong chiến thắng 3–1 trước Bournemouth tại Dean Court ở tứ kết Cúp EFL.
Ngày 20 tháng 12, Sterling giành được danh hiệu Golden Boy. "Đó là do chơi bóng tốt. Tôi thực sự hạnh phúc khi mọi người công nhận rằng tôi đang cố gắng thi đấu chăm chỉ và nỗ lực hết mình cho câu lạc bộ bóng đá này. Tôi thực sự biết ơn vì giải thưởng này," Sterling phát biểu khi nhận giải. Sterling chính thức được miễn thi đấu cho Liverpool ở Cúp FA vào tháng 1 năm 2015, gặp AFC Wimbledon, với mục tiêu của huấn luyện viên Brendan Rodgers là ngăn cầu thủ này trở nên kiệt sức. Anh đã sử dụng thời gian rảnh để đi nghỉ ở Jamaica.

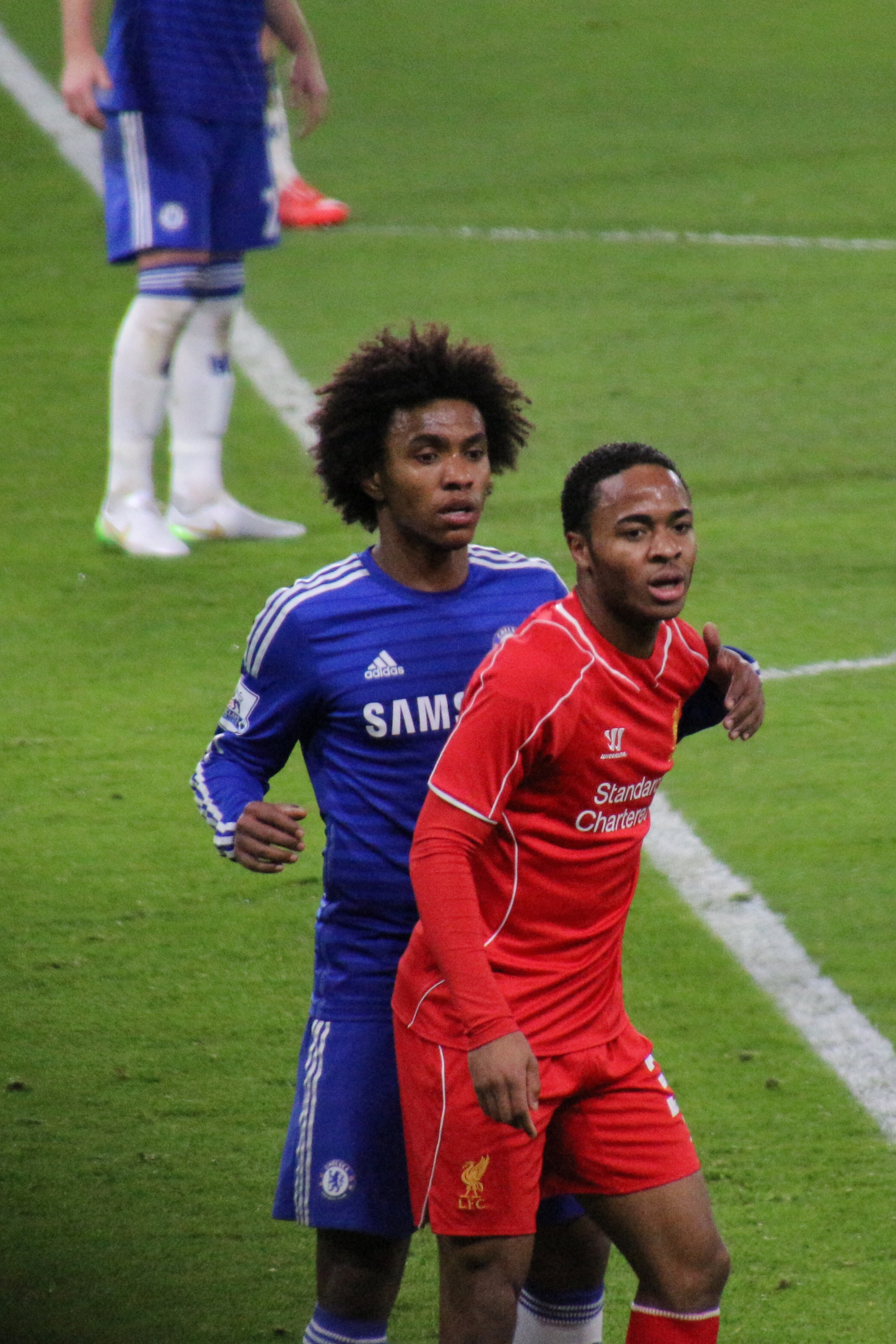
Sterling (phải) thi cho Liverpool năm 2015

Ngày 20 tháng 1 năm 2015, Sterling ghi một bàn thắng solo đẹp mắt vào lưới Chelsea trong trận hòa 1–1 ở trận bán kết lượt đi Cúp EFL tại Anfield, vượt qua Nemanja Matić và Gary Cahill trước khi đánh bại thủ thành Thibaut Courtois để ghi bàn. Ngày 31 tháng 1, Sterling ghi bàn ẩn định chiến thắng 2–0 trước West Ham United. Ngày 4 tháng 2, Sterling ghi bàn gỡ hòa vào lưới Bolton Wanderers trong chiến thắng 2–1 của Liverpool tại Sân vận động Macron. Ngày 22 tháng 2, anh ghi bàn thắng thứ hai cho Liverpool trong chiến thắng 2–0 trước Southampton.
Ngày 13 tháng 4, Sterling ghi bàn mở tỷ số trong chiến thắng 2–0 trước Newcastle United. Anh được vinh danh là Cầu thủ trẻ xuất sắc nhất mùa giải của Liverpool lần thứ hai vào ngày 19 tháng 5, anh đã bị người hâm mộ la ó khi nhận giải do từ chối hợp đồng mới; Sterling cũng bị la ó vào ngày 7 tháng 6, khi đang thi đấu cho đội tuyển Anh ở Dublin. Ngày 16 tháng 4 năm 2015, trong năm thứ hai liên tiếp, anh lọt vào danh sách rút gọn sáu người cho giải thưởng Cầu thủ trẻ xuất sắc nhất năm của PFA.

#### Tranh chấp hợp đồng
Ngày 9 tháng 2 năm 2015, huấn luyện viện của Liverpool, Brendan Rodgers nói rằng Sterling đã được đề nghị "một thỏa thuận đáng kinh ngạc" để ở lại đội bóng, được đồn rằng là một bản hợp đồng 100.000 bảng một tuần, nhưng huấn luyện viên cũng tuyên bố Liverpool "chắc chắn không phải là một câu lạc bộ sẽ rời đi, vượt xa giá trị của một cầu thủ tại một thời điểm nhất định trong sự nghiệp của họ." Ngày 20 tháng 3, huấn luyện viên cho biết tình hình hợp đồng của Sterling sẽ không được giải quyết ít nhất cho đến mùa hè.
Ngày 1 tháng 4, Sterling trả lời một cuộc phỏng vấn với BBC, nơi anh xác nhận rằng mình đã từ chối một thỏa thuận mới, nhưng phủ nhận rằng điều này là vì lý do tiền bạc. Anh còn có hai năm trong bản hợp đồng 35.000 bảng mỗi tuần và nói rằng anh sẽ không đàm phán hợp đồng mới cho đến hết mùa giải. Bốn ngày sau, huấn luyện viên Brendan Rodgers chỉ trích các cố vấn của Sterling, Aidy Ward trong cuộc phỏng vấn, rằng: "Cậu không phải là một chàng trai 20 tuổi, cậu nhấc điện thoại và đề nghị thảo luận với BBC. Cậu không làm điều đó. Ngài nói riêng. Nhưng, tất nhiên, nếu ngài yêu cầu làm điều đó bởi các bên khác thì đó là điều ngài sẽ làm."
Ngày 21 tháng 5, giữa những tin đồn rằng Sterling cố ý rời câu lạc bộ, Aidy Ward đã trả lời phỏng vấn tờ Evening Standard rằng: "Tôi không quan tâm đến PR và tình hình của câu lạc bộ... Anh nhất định không ký bản hợp đồng với mức phí 700, 800, 900 nghìn bảng một tuần."
Ngày 11 tháng 6, Liverpool được cho là đã từ chối giá thầu ban đầu là 30 triệu bảng từ Manchester City. Một tuần sau, Liverpool được cho là đã từ chối lời đề nghị thứ hai từ Manchester City với giá 40 triệu bảng, với việc định giá 50 triệu bảng với Sterling. Sau đó, ạnh loại khỏi đội hình Liverpool trong chuyến du đấu trước mùa giải tới châu Á và bỏ lỡ hai ngày tập luyện vì ốm, điều này đã vấp phải sự chỉ trích rộng rãi từ các cựu cầu thủ Liverpool bao gồm Steven Gerrard, Jamie Carragher và Graeme Souness.

### Manchester City

#### 2015–16: Phá kỷ lục chuyển nhượng và mùa giải ra mắt

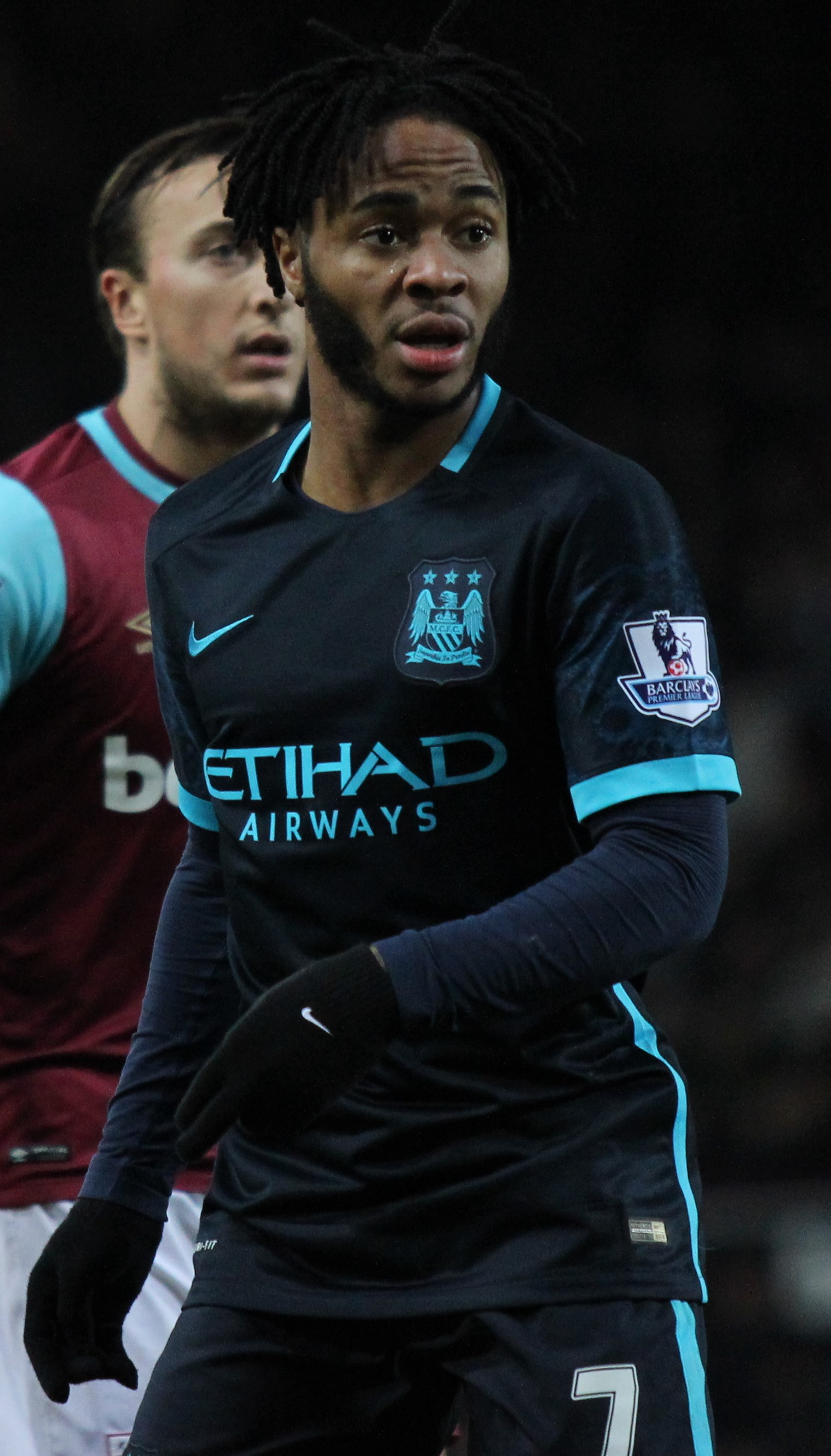
Sterling thi đấu cho Man City năm 2016

Ngày 12 tháng 7 năm 2015, một thỏa thuận đã được đồng ý cho việc chuyển nhượng của Sterling đến Manchester City với mức phí 44 triệu bảng, cộng thêm 5 triệu bổ sung tùy thuộc vào những đóng góp của anh, cùng với các điều khoản cá nhân và bài kiểm tra y tế, điều đó khiến anh trở thành cầu thủ người Anh đắt giá nhất mọi thời đại. Ngày 14 tháng 7, Sterling chính thức ký hợp đồng với Manchester City, có thời hạn 5 năm. Anh có trận ra mắt trong màu áo Man City vào ngày 10 tháng 8, đá chính trong trận mở màn mùa giải khi đội bóng giành chiến thắng 3–0 trước West Bromwich Albion. Mười chín ngày sau, anh ghi bàn thắng đầu tiên cho Manchester City trong chiến thắng 2–0 trước Watford tại Sân vận động Thành phố Manchester. Sterling đã lập hat-trick đầu tiên trong sự nghiệp vào ngày 17 tháng 10, khi đội bóng anh đánh bại Bournemouth với tỷ số 5–1.
Ngày 3 tháng 11, Sterling ghi bàn thắng đầu tiên ở UEFA Champions League, trong chiến thắng 3-1 trước Sevilla. Ngày 8 tháng 12, anh ghi hai bàn cho Manchester City trong mười phút cuối của trận đấu cuối cùng ở vòng bảng, gặp Borussia Mönchengladbach, giúp đội bóng giành chiến thắng 4–2 và vượt qua Juventus với vị trí đầu vòng bảng Ngày 20 tháng 3 năm 2016, anh dính chấn thương háng trong trận derby thua 0–1 trước Manchester United và phải nghỉ thi đấu trong 8 tuần. Cuối cùng, Sterling đã mất vị trí trong đội hình xuất phát.

#### 2016–18: Thành công với tập thể và cá nhân
Sterling ra sân thường xuyên cho Manchester City dưới thời huấn luyện viên Pep Guardiola trong các trận của mùa giải 2016–17. Anh được vinh danh là Cầu thủ xuất sắc nhất tháng của Premier League vào tháng 8 năm 2016, sau khi ghi hai bàn và có một kiến tạo trong ba trận. Ngày 21 tháng 2 năm 2017, Sterling ghi bàn mở tỷ số trước khi kiến tạo cho Sergio Agüero trong chiến thắng 5–3 trên sân nhà trước A S Monaco ở UEFA Champions League.
Ngày 26 tháng 8 năm 2017, Sterling ghi bàn quyết định ở phút bù giờ trong chiến thắng 2–1 trước AFC Bournemouth. Anh đã bị trọng tài Mike Dean rút ra thẻ vàng thứ hai và đuổi khỏi sân sau anh khi ăn mừng với cổ động viên đã chạy vào sân. Ngày 29 tháng 11 năm 2017, Sterling ghi bàn ấn định chiến thắng 2–1 trên sân nhà trước Southampton. Anh đã ghi bàn thắng thứ 18 và cũng là bàn thắng cuối cùng của mùa giải trong chiến thắng 5–0 trước Swansea City vào ngày 22 tháng 4 năm 2018. Đó là bàn thắng nhiều nhất của Sterling vào thời điểm này trong sự nghiệp của mình.

#### 2018–19: Cú ăn ba của Manchester City
Sau FIFA World Cup 2018 của đội tuyển Anh, Sterling ngay lập tức trở lại đội hình xuất phát của Manchester City. Ngày 12 tháng 8 năm 2018, chưa đầy một tháng sau khi đá chính cho đội tuyển Anh trong trận thua 0–2 trước Bỉ ở trận play-off tranh hạng ba, Sterling ghi bàn mở tỷ số trong chiến thắng 2–0 của Manchester City trước Arsenal. Pha lập công này là bàn thắng thứ 50 của anh tại Premier League. Ngày 4 tháng 11 năm 2018, anh ghi hai bàn và thực hiện hai pha kiến tạo trong chiến thắng 6–1 trên sân nhà trước Southampton. Đó là bàn thắng thứ 50 cho Manchester City trên mọi trận đấu trong quá trình này. Tháng 11 năm 2018, anh gia hạn hợp đồng thêm 3 năm để ở lại Manchester City đến mùa hè năm 2023.
Tháng 12 năm 2018, Sterling cáo buộc truyền thông đã có "hành vi phân biệt chủng tộc" với việc miêu tả các cầu thủ trẻ da đen. Các bình luận xuất hiện sau khi Sterling bị lạm dụng phân biệt chủng tộc trong trận thua 0–2 của Manchester City trước Chelsea.
Ngày 3 tháng 1 năm 2019, Sterling thực hiện pha kiến tạo cho Leroy Sané ghi bàn ẩn định chiến thắng 2–1 trước Liverpool. Ba ngày sau, anh ghi một bàn thắng và kiến tạo một bàn trong chiến thắng 7–0 trước Rotherham, giúp Manchester City giành được vị trí ở vòng thứ tư. Ngày 20 tháng 1 năm 2019, anh thực hiện cú đánh đầu ghi bàn giúp đội bóng giành chiến thắng 3–0 trước Huddersfield Town. Ngày 3 tháng 2 năm 2019, Sterling thực hiện hai pha kiến tạo cho Sergio Agüero ghi bàn để đánh bại Arsenal với tỷ số 3–1, giúp Manchester City bỏ xa Liverpool 2 điểm. Ngày 10 tháng 2 năm 2019, anh ghi hai bàn trong chiến thắng 6–0 trên sân nhà trước Chelsea. Ngày 20 tháng 2 năm 2019, trong trận đấu lượt đi Champions League, gặp Schalke, anh ghi bàn thắng quyết định ở phút thứ 90 trong chiến thắng 3–2. Trong trận chung kết Cúp EFL vào ngày 24 tháng 2 năm 2019, anh ghi bàn thắng quyết định trong loạt sút luân lưu để giành cúp. Tháng tiếp theo, Sterling lập một hat-trick lần đầu tiên kể từ năm 2015, chỉ trong 13 phút – lập hat-trick nhanh nhất của mùa giải - để ấn định chiến thắng 3–1 trước Watford. Anh đã ghi bàn một lần nữa cho Manchester City trong trận lượt về Champions League, gặp Schalke, để giúp đội bóng giành chiến thắng 7–0 với tổng tỷ số 10–2 và cân bằng kỷ lục về tỷ số thắng lớn nhất trong giai đoạn vòng loại trực tiếp của giải đấu. Ngày 17 tháng 4 năm 2019, Sterling ghi hai bàn cho đội bóng trong chiến thắng 4–3 trước Tottenham Hotspur ở trận tứ kết lượt về UEFA Champions League. Tuy nhiên, họ bị loại vì bàn thắng trên sân khách sau khi thua 0–1 ở trận lượt đi. Ngày 18 tháng 5 năm 2019, anh ghi hai bàn khi Manchester City đánh bại Watford với tỷ số 6–0 ở trận chung kết Cúp FA 2019, giành cú ăn ba ở nước Anh.
Trong mùa giải 2018–19, Sterling có tên trong Đội hình xuất sắc nhất năm của PFA và giành được giải thưởng Cầu thủ trẻ xuất sắc nhất năm của PFA và Cầu thủ xuất sắc nhất năm của FWA.

#### 2019–20: Mùa giải ghi 30 bàn

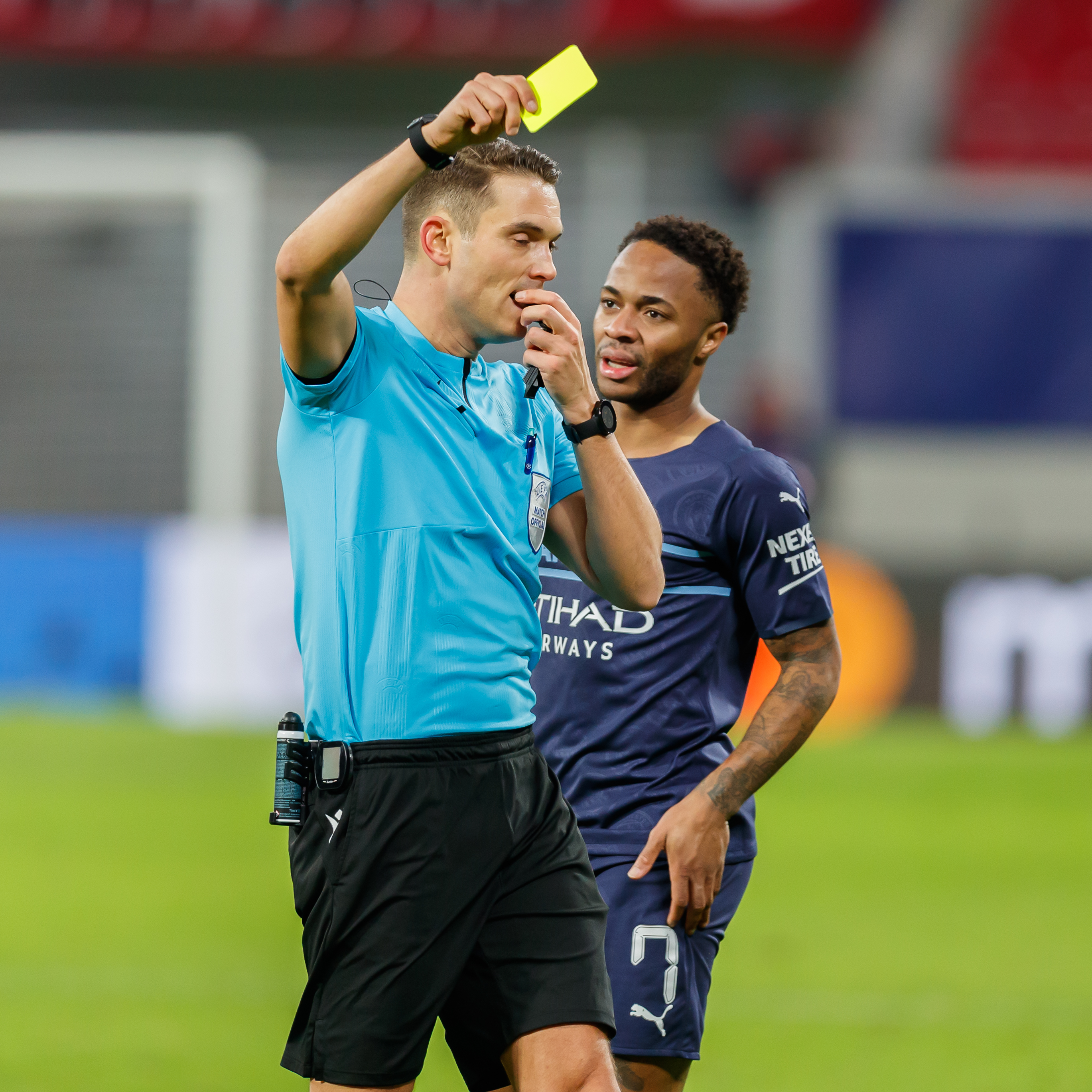
Sterling (phải) thi đấu cho Manchester City năm 2021

Trong trận gặp Liverpool ở FA Community Shield 2019 vào ngày 4 tháng 8, Sterling ghi bàn mở tỷ số cho Manchester City trong trận hòa chung cuộc 1–1; đội bóng cuối cùng đã giành chức vô địch với tỷ số 5–4 trên chấm phạt đền. Trong trận mở màn mùa giải 2019–20, anh lập một hat-trick trong hiệp hai trong chiến thắng 5–0 trước West Ham, giúp đội bóng dẫn đầu bảng về số bàn thắng sự khác biệt sau một trận đấu. Đó là hat-trick thứ ba của anh trong năm 2019. Ngày 22 tháng 10, anh lập hat-trick đầu tiên ở UEFA Champions League, trong chiến thắng 5–1 trước Atalanta ở vòng bảng mùa giải 2019–20.
Tháng 2 năm 2020, trong một cuộc phỏng vấn với Diario AS, Sterling được hỏi liệu một ngày nào đó anh có muốn thi đấu cho Real Madrid ở La Liga hay không. Đáp lại, anh giải thích "Không ai biết tương lai sẽ ra sao. Tôi là một cầu thủ và luôn sẵn sàng đón nhận những thử thách, nhưng hiện tại thì là ở Man City và tôi thực sự hạnh phúc".
Ngày 7 tháng 8 năm 2020, Sterling ghi bàn mở tỷ số trong chiến thắng 2–1 trên sân nhà trước Real Madrid, loại đối thủ ngay từ vòng 16 đội UEFA Champions League. Đó là bàn thắng thứ 100 của anh cho Manchester City trên mọi trận đấu và trở thành cầu thủ người Anh đầu tiên đã đạt được con số này cho câu lạc bộ kể từ Dennis Tueart năm 1981. Ngày 15 tháng 8 năm 2020, Manchester City để thua 1–3 trước Lyon trong trận tứ kết Champions League, trong đó Sterling đã bỏ lỡ một cơ hội ghi bàn để san bằng tỷ số.

#### 2020–22: Mùa giải cuối cùng
Ngày 7 tháng 2 năm 2021, Sterling ghi một bàn trong chiến thắng 4–1 trước Liverpool, để đạt được bàn thắng thứ 100 cho Manchester City dưới thời Pep Guardiola trên mọi trận đấu. Ngày 29 tháng 5, anh thi đấu trong trận chung kết UEFA Champions League 2021, nơi Manchester City thua 0–1 trước Chelsea.
Sterling đã ghi bàn thắng thứ 100 tại Premier League vào ngày 11 tháng 12 năm 2021, ghi bàn phạt đền trong chiến thắng 1–0 trên sân nhà trước Wolves. Sau đó, anh đã được trao giải Cầu thủ xuất sắc nhất tháng của Premier League vào tháng 12 năm 2021.
— Sterling nói với Geoff Shreeves về quyết định rời Manchester City vào tháng 8 năm 2022.
Với bàn thắng của Sterling là trong chiến thắng 5–0 trước Sporting CP ở vòng 16 đội UEFA Champions League, anh lọt vào top 10 cầu thủ ghi bàn nhiều nhất mọi thời đại của Manchester City.

### Chelsea
Ngày 13 tháng 7 năm 2022, Sterling ký hợp đồng với Chelsea, có thời hạn 5 năm với mức phí 47,5 triệu bảng. Ngày 6 tháng 8 năm 2022, anh có trận ra mắt câu lạc bộ trong chiến thắng 1–0 trước Everton. Ngày 27 tháng 8 năm 2022, Sterling ghi bàn thắng đầu tiên cho Chelsea, một cú đúp trong chiến thắng 2–1 trước Leicester City.

## Sự nghiệp quốc tế

### Đội tuyển trẻ
Sterling sinh ra ở Jamaica và chuyển đến Anh khi còn nhỏ và mang hai quốc tịch. Sự nghiệp quốc tế của anh trùng hợp với sự ra đời của "Điều lệ FIFA về tư cách cầu thủ thi đấu cho đội tuyển". Tháng 9 năm 2009, FIFA mới đồng ý với các đề xuất của Hiệp hội bóng đá Anh, Bắc Ireland, Scotland và xứ Wales để cập nhật thỏa thuận, cho phép các cầu thủ được đào tạo để khoác áo đội tuyển quốc gia. Sterling có trận ra mắt cho đội tuyển U16 Anh vào tháng 11 năm 2009, trong trận đấu gặp Bắc Ireland. Khi nói về khả năng thi đấu cho Jamaica, Sterling cho biết: "Khi quyết định đến lúc đó, đó là lúc tôi quyết định, nhưng nếu được gọi tôi lên tuyển Jamaica, tại sao không?"
Sterling đã có tên trong đội hình U-17 Anh tham dự FIFA U-17 World Cup 2011. Anh đã ghi một bàn thắng từ xa trong trận mở màn chiến thắng 2–0 trước Rwanda ở Pachuca. Anh cũng ghi bàn vào lưới U-17 Argentina trong trận đấu ở vòng 16 đội mà U-17 Anh giành chiến thắng 4–2 trên chấm phạt đền. Ngày 10 tháng 9 năm 2012, Sterling lần đầu tiên được triệu tập vào đội tuyển Anh tham dự vòng loại FIFA World Cup 2014, gặp Ukraine, nơi anh không được vào sân từ băng ghế dự bị. Đầu tháng 10, anh được gọi vào đội tuyển U-21 Anh và ra mắt với tư cách dự bị trong trận đấu gặp U-21 Serbia vào ngày 16 tháng 10. Anh đã có bàn thắng đầu tiên cho U21 Anh vào ngày 13 tháng 8 năm 2013, trong chiến thắng 6–0 trước U-21 Scotland.

### Đội tuyển quốc gia

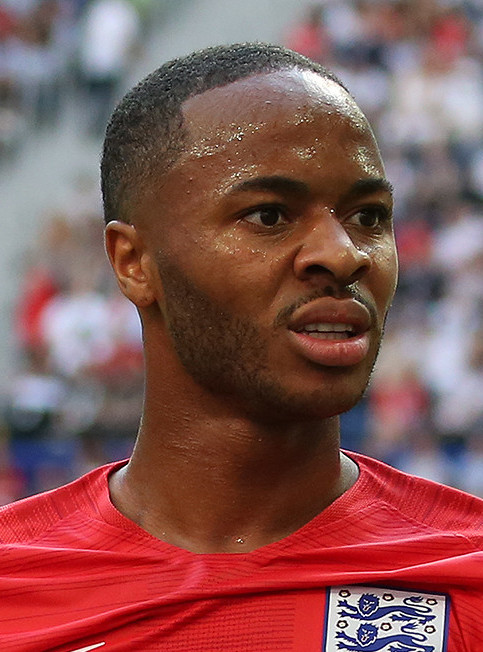
Sterling thi đấu cho đội tuyển Anh tại FIFA World Cup 2018

Sterling ra mắt đội tuyển quốc gia Anh vào ngày 14 tháng 11 năm 2012, đá chính trong trận giao hữu gặp Thụy Điển. Ngày 5 tháng 3 năm 2014, Sterling được vinh danh là cầu thủ xuất sắc nhất trận khi đội tuyển Anh đánh bại Đan Mạch với tỷ số 1–0 trong trận giao hữu tại Sân vận động Wembley.
Ngày 12 tháng 5 năm 2014, Sterling được chốt vào danh sách 23 cầu thủ Anh tham dự FIFA World Cup 2014 . Trong trận giao hữu gặp Ecuador vào ngày 4 tháng 6, anh đã va vào Antonio Valencia, người đã bật dậy và tóm lấy cổ họng Sterling; cả hai đều nhận thẻ đỏ vì hành động của họ. Sau đó, Valencia xin lỗi về phản ứng của mình. Ngày 14 tháng 6, Sterling đá chính trong trận mở màn World Cup của đội tuyển Anh, thua 1–2 trước Ý ở Manaus, và được BBC vẫn đánh giá là cầu thủ có thành tích tốt nhất của đội tuyển.
Ngày 27 tháng 3 năm 2015, Sterling ghi bàn đầu tiên cho đội tuyển Anh trong chiến thắng 4–0 trên sân Wembley trước Litva tại vòng loại UEFA Euro 2016. Anh đã ghi bàn thắng thứ hai vào ngày 9 tháng 10, ở chiến dịch vòng loại trong chiến thắng 2–0 trước Estonia, lúc đó đội tuyển đã vượt qua vòng loại. Sterling là một trong 23 cầu thủ được gọi vào đội tuyển tham dự UEFA Euro 2016.
Anh có tên trong danh sách 23 cầu thủ tuyển Anh tham dự FIFA World Cup 2018.
Sau 27 trận không ghi bàn cho đội tuyển Anh, Sterling đã ghi hai bàn trong trận đấu ở vòng bảng UEFA Nations League vào ngày 15 tháng 10 năm 2018, gặp Tây Ban Nha, trận đấu kết thúc với chiến thắng tỷ số 3–2.
Sterling lập hat-trick đầu tiên cho đội tuyển Anh vào ngày 22 tháng 3 năm 2019, trong chiến thắng 5–0 trên sân Wembley trước Cộng hòa Séc ở vòng loại UEFA Euro 2020.
Ngày 14 tháng 10 năm 2019, Sterling lập một cú đúp trong chiến thắng 6–0 trước Bulgaria. Bàn thắng đầu tiên của anh trong trận đấu với việc cầu thủ này cân bằng kỷ lục ghi nhiều bàn thắng nhất cho đội tuyển Anh của các cầu thủ Manchester City, Eric Brook và Francis Lee. Bàn thắng thứ hai của Sterling trong trận đấu với việc anh trở thành người giữ kỷ lục duy nhất về mặt này (dù bàn thắng thứ hai của anh trong trận là bàn thắng thứ 12 cho đội tuyển Anh nói chung, đó là bàn thắng thứ 11 của anh với tư cách là cầu thủ của Manchester City).
Tháng 11 năm 2019, Sterling bị loại khỏi đội tuyển Anh sau khi đụng độ với Joe Gomez, người đồng đội quốc tế nhưng là đối thủ của câu lạc bộ.
Ngày 13 tháng 6 năm 2021, Sterling ghi bàn thắng duy nhất vào lưới Croatia, mở màn UEFA Euro 2020 của đội tuyển Anh với trận thắng. Ngày 22 tháng 6, anh cũng ghi một bàn duy nhất ẩn định chiến thắng 1–0 trước Cộng hòa Séc để giúp họ đứng đầu bảng D. Ngày 29 tháng 6, anh ghi bàn thắng vào lưới đối thủ Đức ở vòng 16 đội, giúp đội tuyển Anh giành chiến thắng 2–0 và lọt vào tứ kết. Ngày 7 tháng 7, Sterling ngã trong vòng cấm giúp đội tuyển Anh được hưởng quả phạt đền trong hiệp phụ khi tỷ số 1–1. Cựu cầu thủ Liverpool/Manchester City, Dietmar Hamann và trên mạng xã hội buộc tội anh nhúng tay vào vụ việc này. Quả phạt đền đã được cản phá, nhưng Harry Kane vẫn được ghi bàn, giúp Anh tiến vào chung kết.

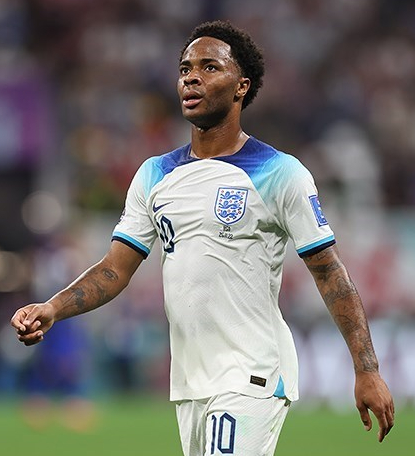
Sterling thi đấu cho đội tuyển Anh tại FIFA World Cup 2022

Ngày 21 tháng 11 năm 2022, Sterling ghi bàn thắng thứ ba cho đội tuyển Anh trong trận mở màn FIFA World Cup 2022, chiến thắng 6–2 trước đối thủ Iran. Ngày 4 tháng 12, Sterling rời đội tuyển Anh dự World Cup ở Qatar để trở về London sau khi kẻ trộm có vũ trang đột nhập vào nhà anh khi gia đình đang ở. Tuy nhiên, anh trở lại đội tuyển Anh trước trận gặp Pháp ở tứ kết.

## Phong cách chơi
Sterling là một cầu thủ thi đấu ở vị trí tiền vệ cánh, tiền vệ tấn công hoặc tiền đạo, mặc dù anh cảm thấy thoải mái hơn khi chơi ở vị trí tiền vệ cánh bẩm sinh. Sterling đã được khen ngợi về khả năng thích ứng và chơi rộng ở vị trí tiền vệ kim cương và trung tâm, mang đến sự linh hoạt. Được biết đến với tốc độ, trọng tâm thấp và kỹ năng rê bóng, Sterling đã được huấn luyện viên Brendan Rodgers so sánh với Alexis Sánchez. Rodgers cũng ca ngợi anh vì đã đưa ra một "mối đe dọa thực sự", việc anh sử dụng tốc độ cùng với sự bình tĩnh và trưởng thành. Mặc dù có tầm vóc nhỏ bé, nhưng anh cũng sỡ hữu sức mạnh lớn lao ở phần trên cơ thể, giúp anh vượt qua các thử thách và duy trì quyền sở hữu.
Tháng 11 năm 2014, cựu cầu thủ Barcelona, Xavi, cho biết Sterling đủ điều kiện để khoác áo câu lạc bộ tại La Liga, đồng thời ca ngợi thể chất và kỹ thuật của anh. Tháng 4 năm 2015, nhà báo Thể thao BBC, Phil McNulty đã viết rằng Sterling "rất hay với tiềm năng nổi bật" nhưng vẫn là một "công việc đang tiến triển" do màn trình diễn không nhất quán. McNulty cũng viết, "Sterling được may mắn với tốc độ bẩm sinh khiến ngay cả những hàng phòng ngự tốt nhất và những hậu vệ cũng phải lùi lại một bước."

## Đời sống cá nhân
Năm 2013, trích dẫn ảnh hưởng của mẹ mình, Sterling đã nói mình "không theo đạo 100% nhưng niềm tin của tôi rất chắc chắn. Khi thời điểm thích hợp, tôi sẽ hoàn toàn theo đạo Cơ đốc." Anh nói thêm rằng mình đặt niềm tin vào Chúa và cầu nguyện thường xuyên. Anh đã có một con gái có tên là Melody Rose, sinh năm 2012, sau một cuộc hôn nhân ngắn ngủi. Tên đệm Shaquille của Sterling bắt nguồn từ bà nội anh, người đang sống ở Mỹ vào thời điểm đó và muốn đặt tên anh theo tên Shaquille O'Neal.
Tháng 4 năm 2015, Sterling bị The Sunday Mirror chụp ảnh với cáo buộc hút tẩu shisha và The Sun cũng cáo buộc sử dụng khí gây cười với mục đích giải trí. Huấn luyện viên Brendan Rodgers nói rằng: "Tôi không nghĩ đó là điều cậu nên làm, đơn giản như vậy thôi... Cầu thủ trẻ mắc sai lầm. Miễn là đội bóng vẫn học được từ họ, đó mới là điều quan trọng."
Ngày 16 tháng 12 năm 2017, Sterling bị tấn công trên đường vào sân tập của Manchester City bởi một người đàn ông 29 tuổi là Karl Anderson, người phân biệt chủng tộc. Bốn ngày sau, Anderson nhận tội hành hung thông thường trầm trọng hơn về mặt phân biệt chủng tộc và bị kết án 16 tuần tù giam cùng khoản tiền phạt 100 bảng Anh. The Guardian ca ngợi sự kiên cường và dũng cảm của Sterling khi quyết định ra sân chỉ 4 giờ sau.
Sterling đã được trao Huân chương Đế quốc Anh (MBE) trong lễ vinh danh sinh nhật năm 2021 vì có những đóng góp cho bình đẳng chủng tộc trong thể thao.

## Thống kê sự nghiệp

### Câu lạc bộ
Tính đến ngày 3 tháng 2 năm 2023
| Câu lạc bộ          | Mùa giải            | Giải quốc nội       | Giải quốc nội | Giải quốc nội | FA Cup | FA Cup | League Cup | League Cup | Châu Âu | Châu Âu | Khác | Khác | Tổng cộng | Tổng cộng |
| Câu lạc bộ          | Mùa giải            | Hạng đấu            | Trận          | Bàn           | Trận   | Bàn    | Trận       | Bàn        | Trận    | Bàn     | Trận | Bàn  | Trận      | Bàn       |
| ------------------- | ------------------- | ------------------- | ------------- | ------------- | ------ | ------ | ---------- | ---------- | ------- | ------- | ---- | ---- | --------- | --------- |
| Liverpool           | 2011–12             | Premier League      | 3             | 0             | 0      | 0      | 0          | 0          | —       | —       | —    | —    | 3         | 0         |
| Liverpool           | 2012–13             | Premier League      | 24            | 2             | 1      | 0      | 1          | 0          | 10      | 0       | —    | —    | 36        | 2         |
| Liverpool           | 2013–14             | Premier League      | 33            | 9             | 3      | 0      | 2          | 1          | —       | —       | —    | —    | 38        | 10        |
| Liverpool           | 2014–15             | Premier League      | 35            | 7             | 5      | 1      | 4          | 3          | 8       | 0       | —    | —    | 52        | 11        |
| Liverpool           | Tổng cộng           | Tổng cộng           | 95            | 18            | 9      | 1      | 7          | 4          | 18      | 0       | —    | —    | 129       | 23        |
| Manchester City     | 2015–16             | Premier League      | 31            | 6             | 2      | 1      | 4          | 1          | 10      | 3       | —    | —    | 47        | 11        |
| Manchester City     | 2016–17             | Premier League      | 33            | 7             | 5      | 1      | 1          | 0          | 8       | 2       | —    | —    | 47        | 10        |
| Manchester City     | 2017–18             | Premier League      | 33            | 18            | 2      | 1      | 3          | 0          | 8       | 4       | —    | —    | 46        | 23        |
| Manchester City     | 2018–19             | Premier League      | 34            | 17            | 4      | 3      | 3          | 0          | 10      | 5       | 0    | 0    | 51        | 25        |
| Manchester City     | 2019–20             | Premier League      | 33            | 20            | 4      | 1      | 5          | 3          | 9       | 6       | 1    | 1    | 52        | 31        |
| Manchester City     | 2020–21             | Premier League      | 31            | 10            | 3      | 1      | 4          | 2          | 11      | 1       | —    | —    | 49        | 14        |
| Manchester City     | 2021–22             | Premier League      | 30            | 13            | 3      | 1      | 2          | 0          | 12      | 3       | 0    | 0    | 47        | 17        |
| Manchester City     | Tổng cộng           | Tổng cộng           | 225           | 91            | 23     | 9      | 22         | 6          | 68      | 24      | 1    | 1    | 339       | 131       |
| Chelsea             | 2022–23             | Premier League      | 16            | 4             | 0      | 0      | 1          | 0          | 6       | 2       | —    | —    | 23        | 6         |
| Tổng cộng sự nghiệp | Tổng cộng sự nghiệp | Tổng cộng sự nghiệp | 336           | 113           | 32     | 10     | 31         | 10         | 91      | 26      | 1    | 1    | 491       | 160       |

1. ↑  Số trận ra sân tại UEFA Europa League
2. ↑  Sáu trận tại UEFA Champions League, 2 trận tại UEFA Europa League
3. 1 2 3 4 5 6 7  Số trận ra sân tại UEFA Champions League
4. ↑  Ra sân tại Siêu cúp Anh

### Đội tuyển quốc gia
Tính đến ngày 10 tháng 12 năm 2022.
| Đội tuyển quốc gia | Năm       | Trận | Bàn |
| ------------------ | --------- | ---- | --- |
| Anh                | 2012      | 1    | 0   |
| Anh                | 2014      | 12   | 0   |
| Anh                | 2015      | 7    | 2   |
| Anh                | 2016      | 9    | 0   |
| Anh                | 2017      | 6    | 0   |
| Anh                | 2018      | 12   | 2   |
| Anh                | 2019      | 9    | 8   |
| Anh                | 2020      | 2    | 1   |
| Anh                | 2021      | 14   | 5   |
| Anh                | 2022      | 10   | 2   |
| Tổng cộng          | Tổng cộng | 82   | 20  |

### Bàn thắng quốc tế
Bàn thắng của đội tuyển Anh được ghi trước.
| #   | Ngày                 | Địa điểm                                            | Đối thủ     | Bàn thắng | Kết quả | Giải đấu                      |
| --- | -------------------- | --------------------------------------------------- | ----------- | --------- | ------- | ----------------------------- |
| 1.  | 27 tháng 3 năm 2015  | Sân vận động Wembley, London, Anh                   | Litva       | 3–0       | 4–0     | Vòng loại UEFA Euro 2016      |
| 2.  | 9 tháng 10 năm 2015  | Sân vận động Wembley, London, Anh                   | Estonia     | 2–0       | 2–0     | Vòng loại UEFA Euro 2016      |
| 3.  | 16 tháng 10 năm 2018 | Benito Villamarín, Sevilla, Tây Ban Nha             | Tây Ban Nha | 1–0       | 3–2     | UEFA Nations League 2018–19   |
| 4.  | 16 tháng 10 năm 2018 | Benito Villamarín, Sevilla, Tây Ban Nha             | Tây Ban Nha | 3–0       | 3–2     | UEFA Nations League 2018–19   |
| 5.  | 22 tháng 3 năm 2019  | Sân vận động Wembley, London, Anh                   | Séc         | 1–0       | 5–0     | Vòng loại UEFA Euro 2020      |
| 6.  | 22 tháng 3 năm 2019  | Sân vận động Wembley, London, Anh                   | Séc         | 3–0       | 5–0     | Vòng loại UEFA Euro 2020      |
| 7.  | 22 tháng 3 năm 2019  | Sân vận động Wembley, London, Anh                   | Séc         | 4–0       | 5–0     | Vòng loại UEFA Euro 2020      |
| 8.  | 25 tháng 3 năm 2019  | Sân vận động Podgorica City, Podgorica, Montenegro  | Montenegro  | 5–0       | 5–0     | Vòng loại UEFA Euro 2020      |
| 9.  | 7 tháng 9 năm 2019   | Sân vận động Wembley, London, Anh                   | Bulgaria    | 3–0       | 4–0     | Vòng loại UEFA Euro 2020      |
| 10. | 10 tháng 9 năm 2019  | Sân vận động St Mary, Southampton, Anh              | Kosovo      | 1–1       | 5–3     | Vòng loại UEFA Euro 2020      |
| 11. | 14 tháng 10 năm 2019 | Sân vận động Quốc gia Vasil Levski, Sofia, Bulgaria | Bulgaria    | 4–0       | 6–0     | Vòng loại UEFA Euro 2020      |
| 12. | 14 tháng 10 năm 2019 | Sân vận động Quốc gia Vasil Levski, Sofia, Bulgaria | Bulgaria    | 5–0       | 6–0     | Vòng loại UEFA Euro 2020      |
| 13. | 5 tháng 9 năm 2020   | Laugardalsvöllur, Reykjavík, Iceland                | Iceland     | 1–0       | 1–0     | UEFA Nations League 2020–21   |
| 14. | 25 tháng 3 năm 2021  | Sân vận động Wembley, London, Anh                   | San Marino  | 3–0       | 5–0     | Vòng loại FIFA World Cup 2022 |
| 15. | 13 tháng 6 năm 2021  | Sân vận động Wembley, London, Anh                   | Croatia     | 1–0       | 1–0     | UEFA Euro 2020                |
| 16. | 22 tháng 6 năm 2021  | Sân vận động Wembley, London, Anh                   | Séc         | 1–0       | 1–0     | UEFA Euro 2020                |
| 17. | 29 tháng 6 năm 2021  | Sân vận động Wembley, London, Anh                   | Đức         | 1–0       | 2–0     | UEFA Euro 2020                |
| 18. | 2 tháng 9 năm 2021   | Puskás Aréna, Budapest, Hungary                     | Hungary     | 1–0       | 4–0     | Vòng loại FIFA World Cup 2022 |
| 19. | 29 tháng 3 năm 2022  | Sân vận động Wembley, London, Anh                   | Bờ Biển Ngà | 2–0       | 3–0     | Giao hữu                      |
| 20. | 21 tháng 11 năm 2022 | Sân vận động Quốc tế Khalifa, Doha, Qatar           | Iran        | 3–0       | 6–2     | FIFA World Cup 2022           |

## Danh hiệu

### Câu lạc bộ

#### Manchester City
- Premier League: 2017–18, 2018–19, 2020–21, 2021–22[170]
- FA Cup: 2018–19[171]
- EFL Cup: 2015–16,[172] 2018–19,[173] 2019–20,[174] 2020–21[175]
- FA Community Shield: 2019[176]

### Quốc tế
- Hạng ba UEFA Nations League: 2018–19[177]
- Á quân UEFA Euro 2020

### Cá nhân
- Golden Boy : 2014
- Liverpool Young Player of the Season: 2013–14, 2014–15
- UEFA Champions League Team of the Group Stage: 2015–16
- UEFA Champions League Squad of the Season: 2018–19, 2019–20
- Premier League Player of the Month: August 2016, November 2018, December 2021
- PFA Team of the Year: 2018–19 Premier League
- PFA Young Player of the Year: 2018–19
- FWA Footballer of the Year: 2018–19
- UEFA European Championship Team of the Tournament: 2020